# Одночасне ураження кількома снарядами

Приклад різних траєкторій, які використовують у MRSI: в залежності від кута піднесення гармати (вищий — суцільна крива, нижчий — пунктирна) снаряд з однією й тією ж початковою швидкістю (v_{0}) матиме різний час в польоті.

Одночасне ураження кількома снарядами (англ. multiple round simultaneous impact, MRSI) — різновид артилерійського вогню, при якому артилерійська система робить кілька пострілів з різними траєкторіями таким чином, що вони уражають ціль одночасно.

Анімація MRSI (для перегляду в анімованому вигляді необхідно відкрити зображення повністю)

MRSI — це сучасний розвиток ранньої концепції time on target. MRSI означає, що одна гармата може випустити кілька снарядів, які прибудуть до однієї цілі одночасно. Це можливо завдяки тому, що для кожної заданої цілі існує більше однієї траєкторії польоту снаряда. Зазвичай одна траєкторія знаходиться під кутом менше 45 градусів до горизонту, а інша — більше. Використовуючи різні заряди пороху для кожного снаряда, можна задіяти більше, ніж дві траєкторії.
Вищі траєкторії потребують більше часу для досягнення цілі. Якщо перші залпи виконуються за високими траєкторіями (починаючи зі снарядів із найбільшим зарядом пороху й поступово зменшуючи заряд), а пізніші — за нижчими, то при правильному розрахунку часу всі снаряди досягнуть цілі одночасно. Це ефективно, оскільки дозволяє значно більшій кількості снарядів вразити ціль без попередження. При традиційному методі ведення вогню ціль може мати час (поки гармати перезаряджаються) для укриття між залпами.
Гармати, здатні вести швидкий вогонь, можуть випустити кілька снарядів за хвилину із використанням тих самих даних для наведення. Якщо кілька гармат із різних позицій ведуть вогонь по одній цілі, вони можуть застосовувати тактику time on target, щоб усі їхні снаряди досягли цілі одночасно.
Умови для MRSI:
- Гармата з високим темпом стрільби.
- Можливість використовувати різні заряди пороху.
- Комп'ютеризована система керування вогнем, здатна обчислювати траєкторії до цілі та створювати дані для стрільби.

Кількість снарядів, які можуть бути випущені за допомогою MRSI, залежить головним чином від відстані до цілі та швидкості стрільби. Щоб досягти максимальної кількості снарядів на цілі, ціль має перебувати в зоні дії найменшого заряду пороху.
Приклади САУ, що підходять для MRSI
- AS-90 (Велика Британія)
- Denel G6-52 (ПАР) — може одночасно доставити шість снарядів до цілей на відстані щонайменше 25 км
- Panzerhaubitze 2000 (Німеччина) — може доставити п’ять снарядів одночасно до цілей на відстані щонайменше 17 км
- RCH 155 (Німеччина)
- 155-мм SpGH ZUZANA 2 (Словаччина)
- K9 Thunder (Південна Корея)
- Archer (Швеція) — може доставити до шести снарядів до цілі одночасно з однієї гармати